# Карим-хан Зенд
Моха́ммад Кари́м-ха́н Зе́нд (перс. کریم خان زند‎‎, курд. کەریمخانێ زەند‎), (около 1705 — 13 марта 1779) — правитель Ирана (шах де-факто) с 1763 по 1779 год. Основатель курдской династии Зендов.
Курд по происхождению. По поводу своей персоны он не употреблял никогда титула «шах» и отказывался принять царский титул, а использовал выражение Вакиль ад-Дауля («Уполномоченный государства»). Он говорил про себя: «Я не король, я просто люблю людей». Он правил как регент от имени Сефевида Исмаила III, которого держал в крепости в почётном плену. 
После смерти Карим-хана вновь разразилась гражданская война, и ни один из его потомков не смог управлять страной так эффективно, как он. Последний из этих потомков, Лотф Али-шах, был казнен каджарским правителем Ага Мохаммедом шах Каджаром, который стал единоличным правителем Ирана.

## Происхождение и ранние годы
Карим-хан родился в курдской семье, принадлежащей к роду зенд, в то время небольшому и малоизвестному племени лаков. Зенды были сосредоточены в районе Малайер, но также были обнаружены бродящими по центральным хребтам Загроса и сельской местности Хамадана. Карим-хан родился ок. 1705 г.г в деревне Пари, входившей в то время в состав Сефевидского государства. Он был старшим сыном некоего Инак-хана Зенда, и у него было 3 сестры, брат по имени Мухаммад Садек-хан и два сводных брата по имени Заки-хан и Эскандер-хан Зенд.
В 1722 году государство Сефевидов была на грани краха — Исфахан и большая часть центрального и восточного Ирана были захвачены афганской династией Хотаки, в то время как русские завоевали многие города в северном Иране. Примерно в то же время Османская империя воспользовалась упадком Ирана, чтобы завоевать большое количество западных пограничных районов. Там они столкнулись с решительным сопротивлением со стороны местных кланов, в том числе зандов, которые под руководством вождя Мехди-хана Зенда преследовали их силы и не давали им продвигаться дальше в Иран.
В 1732 году Надир-шах, восстановивший правление Сефевидов в Иране и ставший фактическим правителем страны, предпринял экспедицию в хребты Загрос на западе Ирана, чтобы подчинить племена, которых он считал бандитами. Сначала он разгромил луров и бахтиаров, которых вынудил массово переселиться в Хорасан в большем количестве. Затем он вынудил Мехди-хана Зенда и его войска покинуть их крепость в Пари, убив последнего и 400 его родственников-зендов. Выжившие члены племени были вынуждены массово мигрировать под руководством Инак-хана Зенда и его младшего брата Будак-хана Зенда в Абиверд и Деррегез, где его способные члены, в том числе Карим-хан, были включены в армию Надира.

## Приход к власти
Позже Надир-шах был убит в 1747 году от рук своих людей, что дало зендам под командованием Карим-хана возможность вернуться на свои прежние земли в западном Иране. В 1749 году Карим-хан вступил в союз с военачальником Закарией-ханом и вступил в столкновение с бахтиарским вождем Али Мардан-ханом Бахтиари, которого они первоначально победили, но вскоре потерпели поражение и были вынуждены отступить из стратегического города Гольпайеган, который захватил Али Мардан.

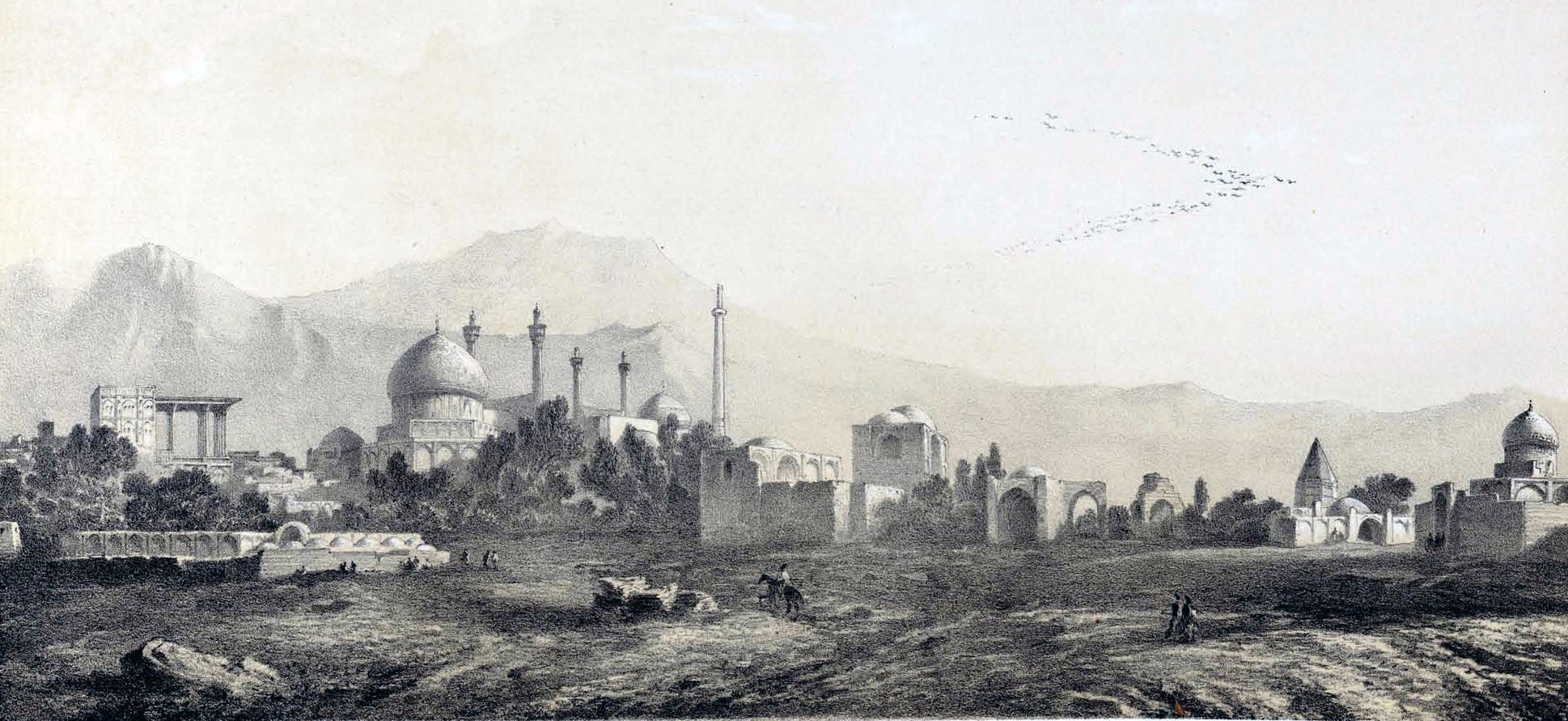
Иллюстрация Исфахана с юга

Весной 1750 года Али Мардан попытался захватить бывшую столицу Сефевидов Исфахан, но потерпел поражение при Мурче-Хорте, деревне недалеко от города. Затем он начал рассылать гонцов в Гольпайеган к своим региональным противникам, в число которых входили Карим-хан и Закария-хан, которые приняли его предложение об условиях и объединили свои силы с последним, в результате чего число их людей увеличилось до 20 000. В мае 1750 года они штурмовали ворота Исфахана — его губернатор Абу-ль-Фатх хан Бахтиари и другие видные жители собрались, чтобы защитить крепость города, но согласились сдаться и сотрудничать с ними после разумных предложений Али Мардана. Абу-ль-Фатх вместе с Али Марданом и Карим-ханом сформировали союз в западном Иране под прикрытием восстановления династии Сефевидов, назначив 17-летнего Сефевидского принца Абу Тураба марионеточным правителем — 29 июня Абу Тураб был провозглашен шахом, и принял династическое имя Исмаил III.

## Правление

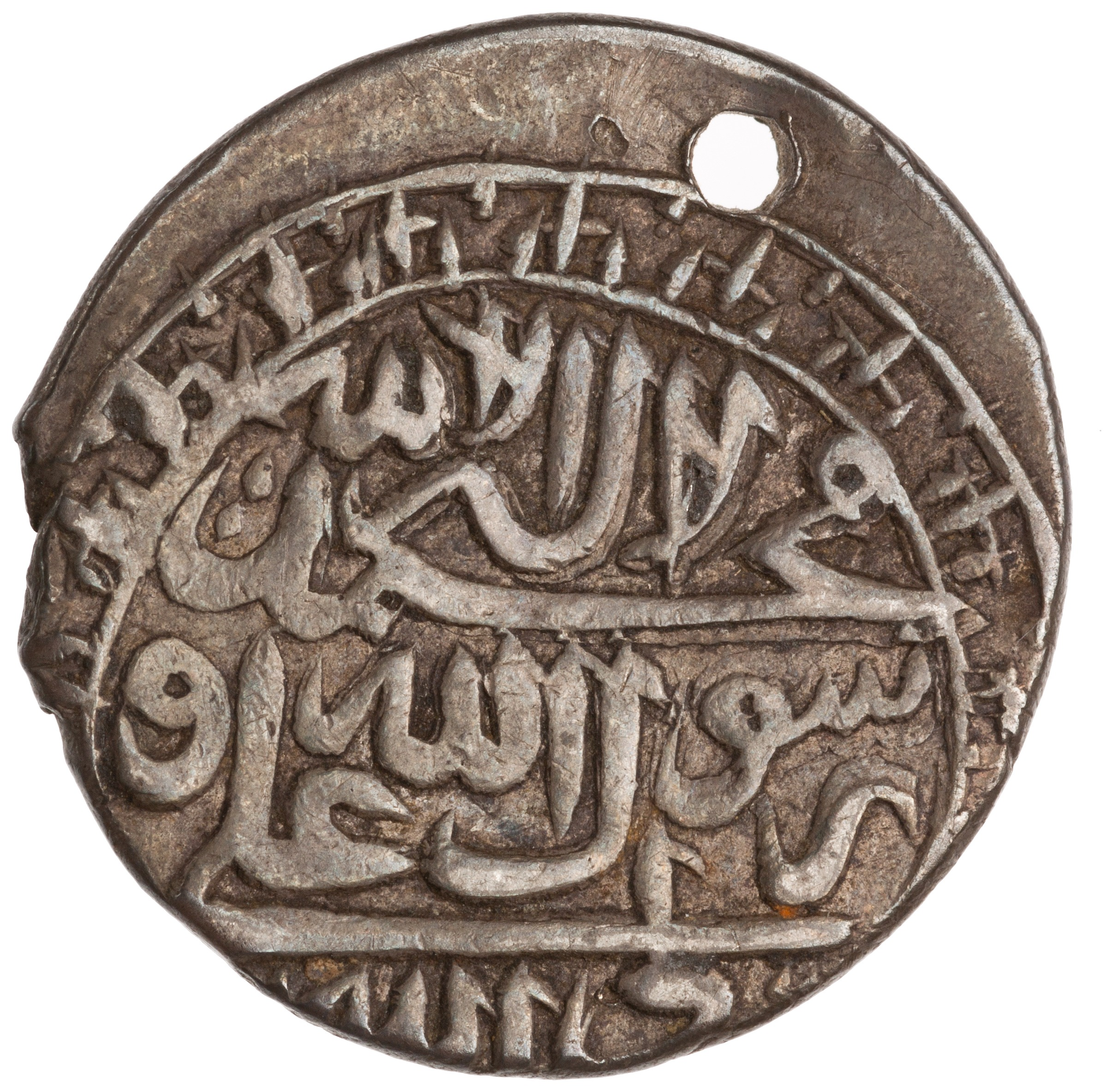
Серебряная монета Карим-хана Зенда, отчеканенная в Гяндже. Датировано 1763/4 г.

Пока Карим-хан был правителем, Персия оправилась от разрушений 40-летней войны, обеспечив разоренной войной стране новое чувство спокойствия, безопасности, мира и процветания. Годы с 1765 г.г до смерти Карим-хана в 1779 г.г ознаменовались расцветом правления Зендов. Во время его правления отношения с Британией были восстановлены, и он позволил Ост-Индской компании иметь торговый пост в южном Иране. Сделав Шираз своей столицей, он приказал построить там несколько архитектурных проектов. Карим-хан позже умер 1 марта 1779 г.г, проболев шесть месяцев, скорее всего, из-за туберкулёза. Он был похоронен три дня спустя в «Саду Назара», ныне известном как музей Парс.

### Война с Османской империей (1775—1776)

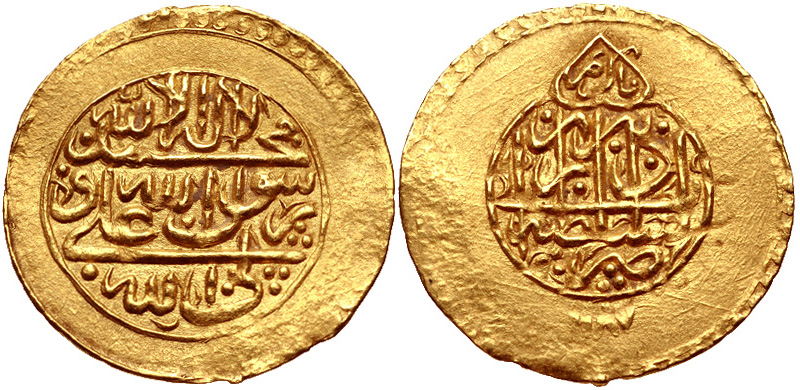
Золотая монета Карим-хана Зенда, отчеканенная в Тебризе. Датирована 1773/4 г.г.

В 1774 году мамлюкский губернатор османской провинции Ирак, Омар-паша начал вмешиваться в дела своего вассального княжества Бабан, которое после смерти его предшественника Сулеймана Абу Лейла-паши в 1762 г.г все больше и больше подпадало под влияние зендского губернатора Ардалана Хосров-хана Бозорга. Это заставило Омара-пашу уволить правителя Бабана Мухаммада-пашу и назначить Абдуллу-пашу его новым правителем. Это, а также захват Омаром—пашой останков иранских паломников, погибших во время эпидемии чумы, опустошившей Ирак в 1773 г.г, и его взимание платы с иранских паломников за посещение священных шиитских мест Эн-Наджафа и Кербелы, дали Карим-хану повод объявить войну османам.
У Карим-хана были и другие причины объявить войну — Мешхед, где находился мавзолей имама Резы, не находился под контролем Зендов, что, таким образом, означало, что свободный вход в святилища Ирака имел для Карим-хана большее значение, чем для шахов Сефевидов и Афшаридов. Армия зендов была недовольна и стремилась восстановить свою репутацию после унизительных промахов Заки-хана Зенда на острове Ормуз. Самое главное, Басра была крупным торговым портом, который превзошел конкурирующий город Бушир в Фарсе в 1769 г.г, когда Ост-Индская компания уступила город Басре.
Силы Зендов под командованием Али Мурад-хана Зенда и Назара Али-хана Зенда вскоре столкнулись с войсками паши в Курдистане, где они сдерживали их, в то время как Садек-хан с армией в 30 000 человек осадил Басру в апреле 1775 года. Арабское племя аль-Мунтафик, которое было в союзе с губернатором Басры, быстро отступило без каких-либо усилий, чтобы помешать Садек-хану пройти через Шатт-эль-Араб, в то время как Бану Кааб и арабы Бушера снабжали его лодками и припасами.
Сулейман-ага, который был командиром форта Басра, оказал решительное сопротивление войскам Садек-хана, что вынудило последнего создать окружение, которое продлилось более года. Генри Мур, принадлежавший Ост-Индской компании, атаковал несколько складских судов Садек-хана, попытался блокировать Шатт-эль-Араб, а затем отправился в Бомбей. Несколько месяцев спустя, в октябре, группа кораблей из Омана доставила в Басру припасы и военную помощь, что значительно подняло боевой дух её войск. Однако их совместная атака на следующий день оказалась неудачной — оманские корабли в конце концов решили отступить обратно в Маскат зимой, чтобы избежать дальнейших потерь.

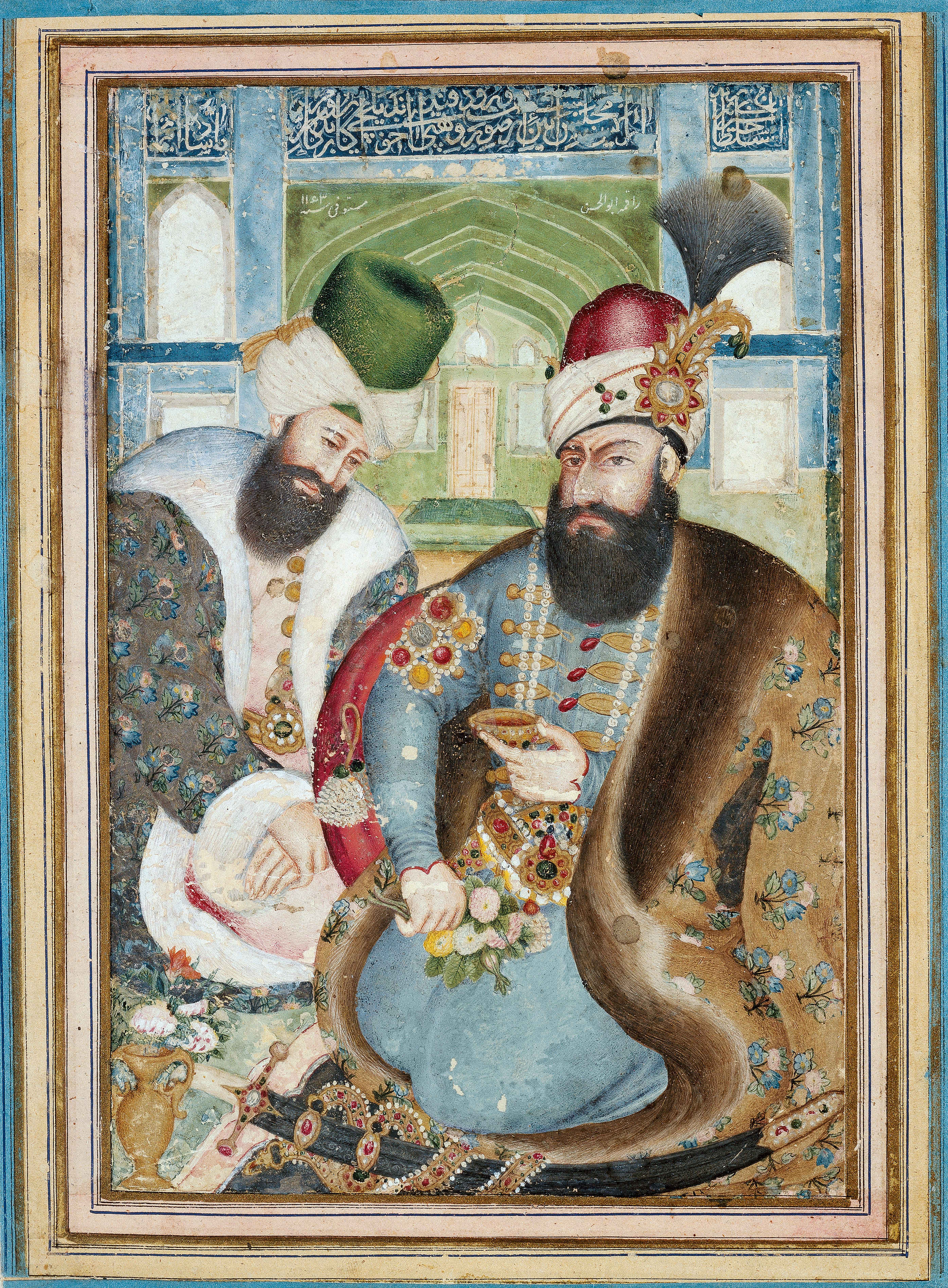
Карим-хан Зенд с османским послом Вехби Эфенди

Вскоре после этого прибыло подкрепление из Багдада, которое было отбито «хазаилом», арабским шиитским племенем, находившимся в союзе с силами Зендов. Весной 1776 г.г тесное окружение Садек-хана привело к тому, что защитники оказались на грани голода — значительная часть сил Басры дезертировала из Сулейман-ага, в то время как слухи о возможном восстании заставили Сулеймана-ага сдаться 16 апреля 1776 г.г.
Несмотря на то, что способный османский султан Мустафа III умер и ему наследовал его некомпетентный брат Абдул Хамид I, а также недавнее поражение Османской Империи от русских, реакция Османов на османско-иранскую войну была необычно медленной. В феврале 1775 г.г, ещё до объявления осады Басры, подошедшей к Стамбулу, и пока на фронте Загроса временно царил мир, османский посол Вехби Эфенди был отправлен в Шираз. Он достиг Шираза примерно в то же время, когда Садек-хан осадил Басру, «но не был уполномочен вести переговоры по поводу этого нового кризиса».
В 1778 году Карим-хан пошел на компромисс с русскими о совместном наступлении в восточную Анатолию. Однако вторжение так и не состоялось из-за смерти Карим-хана 1 марта 1779 г.г после того, как он проболел шесть месяцев, скорее всего, из-за туберкулеза. Он был похоронен три дня спустя в «Саду Назара», ныне известном как музей Парс.

## Последовательность
После смерти Карим-хана разразилась гражданская война - Заки-хан в союзе с Али-Мурад-ханом Зендом, объявили недееспособного и младшего сына Карим-хана, Мохаммада Али-хана Зенда новым правителем Зендов, в то время как Шейх Али-хан и Назар Али-хан, наряду с другими знатными людьми, поддержали старшего сына Карим-хана, Аболь-Фатх-хан Зенда. Однако вскоре после этого Заки-хан заманил Шейха Али-хана и Назара Али-хана из крепости Шираз и убил их.

## Характеристики и наследие

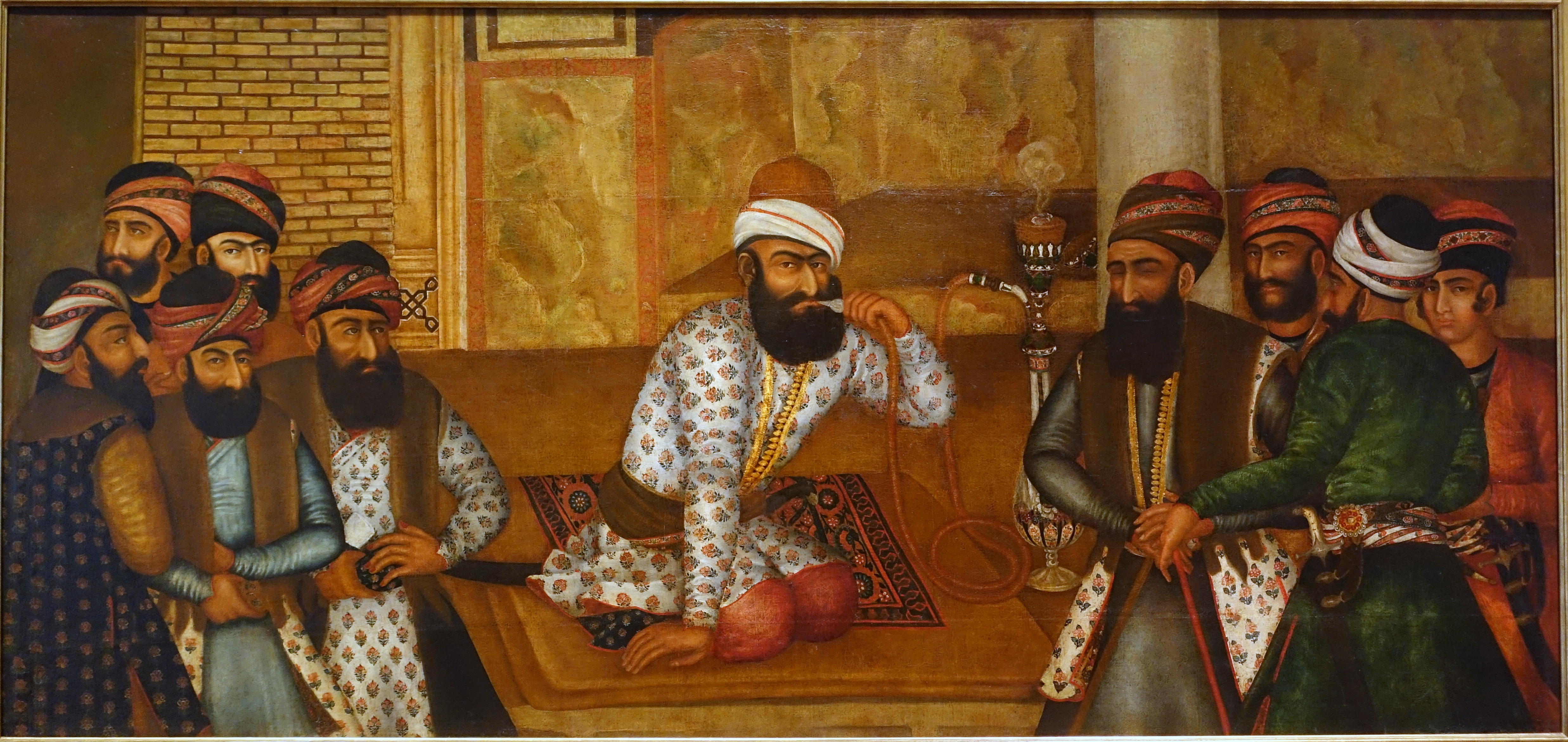
Карим-хан Зенд среди своего ближайшего окружения.

Карим-хана часто хвалят за его щедрость, скромность и справедливость больше, чем других иранских правителей - он превосходит Хосрова I Ануширвана и шаха Аббаса I Великого с точки зрения того, что он доброжелательный монарх с искренним интересом к своим подданным, тогда как эти и другие монархи превосходят его с точки зрения военной славы и мировой репутации. Множество историй и рассказов изображают Карим-хана как сострадательного правителя, искренне заботящегося о благополучии своих подданных.
Действительно, даже в современном Иране его соотечественники помнят его как уважаемого человека, который вырос, чтобы стать правителем, и продолжал свое добродетельное поведение. Он не стеснялся своего скромного происхождения и никогда не хотел пытаться продолжить более выдающуюся родословную, чем у вождя ранее малоизвестного племени, кочевавшего в горах Загрос на западе Ирана. Карим-хан имел скромные предпочтения в одежде и мебели, носил высокий желтый кашемировый тюрбан Зенд на макушке, сидя на недорогом ковре, а не на троне. Ему дарили драгоценности, разбитые на куски и проданные, чтобы сохранить государственную казну стабильной. Он мылся и менял одежду раз в месяц, расточительность, которая удивляла даже его родственников.
Во время своего правления Карим-хан неожиданно добился значительного процветания и гармонии в стране, которая пострадала от разрухи и беспорядков, вызванных его предшественниками. Хотя его честность значительно возросла из-за жестокости и авторитаризма Надир-шаха и Ага Мохаммад Шаха Каджара, его необычная смесь жизненной силы и амбиций с рациональностью и доброй волей на короткое время создала в особенно жестоком и анархическом веке сбалансированное и добродетельное государство.
По словам Джона Малкольма, «Счастливое правление этого превосходного принца, в отличие от тех, кто предшествовал и следовал за ним, доставляет историку Персии то смешанное удовольствие и покой, которым наслаждается путешественник, прибывший в красивую и плодородную долину во время трудного путешествия по бесплодным и суровым пустошам. Приятно рассказывать о действиях вождя, который, хотя и родился в низшем звании, получил власть без преступлений и пользовался ею с умеренностью, которая для того времени, в которое он жил, была столь же необычной, как и его человечность и справедливость».

## В искусстве
Карим-хан — главный герой мелодрамы, написанной итальянским музыкантом Николо Габриэлли ди Кверчита. Произведение под названием «L'assedio di Sciraz» («Осада Шираза») впервые было поставлено в миланском оперном театре «Ла Скала» во время карнавала 1840 года.

#### На русском языке
- Строева Л. В. Керим-хан Зенд и ханы. // Иран: история и современность. — М.: «Наука», 1983.